# Nexenta
Nexenta est un système d'exploitation libre, composé d'un noyau OpenSolaris avec des applications GNU, dont le développement a commencé en 2005 et a été arrêté en 2011. Ce système fonctionne sur les architectures x86 et x64. Les programmes de mises à jour (apt) et le gestionnaire de paquets (DPKG) proviennent de Debian.
La dernière version stable (3.0.1), basée sur OpenSolaris build 134+ (avec intégration de certains correctifs des versions ultérieures) et Ubuntu 8.04 LTS (Hardy Heron), intègre les fonctionnalités 'ZFS deduplication' et le support de Crossbow (en).
Nexenta Systems, à l'origine du développement de Nexanta OS, édite depuis 2010 NexentaStor, un système d'exploitation propriétaire optimisé pour les infrastructures de stockage virtualisées. Une "Community Edition" de ce système, gratuite mais aux fonctions limitées et également sous licence propriétaire, est disponible.